# Хайд, Эдвард, 3-й граф Кларендон
Э́двард Хайд, 3-й граф Кла́рендон (англ. Edward Hyde, 3rd Earl of Clarendon; 28 ноября 1661 — 31 марта 1723) — британский аристократ и политик. Он носил титул учтивости — виконт Корнбёри с 1674 по 1709 год.

## Ранняя жизнь
Родился 28 ноября 1661 года. Единственный сын Генри, виконта Корнбёри и 2-го графа Кларендона (1638—1709) и Теодосии Капель (1640—1662), дочери Артура Капеля, 1-го барона Капеля из Хадэма. Эдвард родился через одиннадцать месяцев после свадьбы его родителей. Всего через три месяца после рождения Эдварда, в марте 1662 года, его мать Теодосия умерла от оспы.

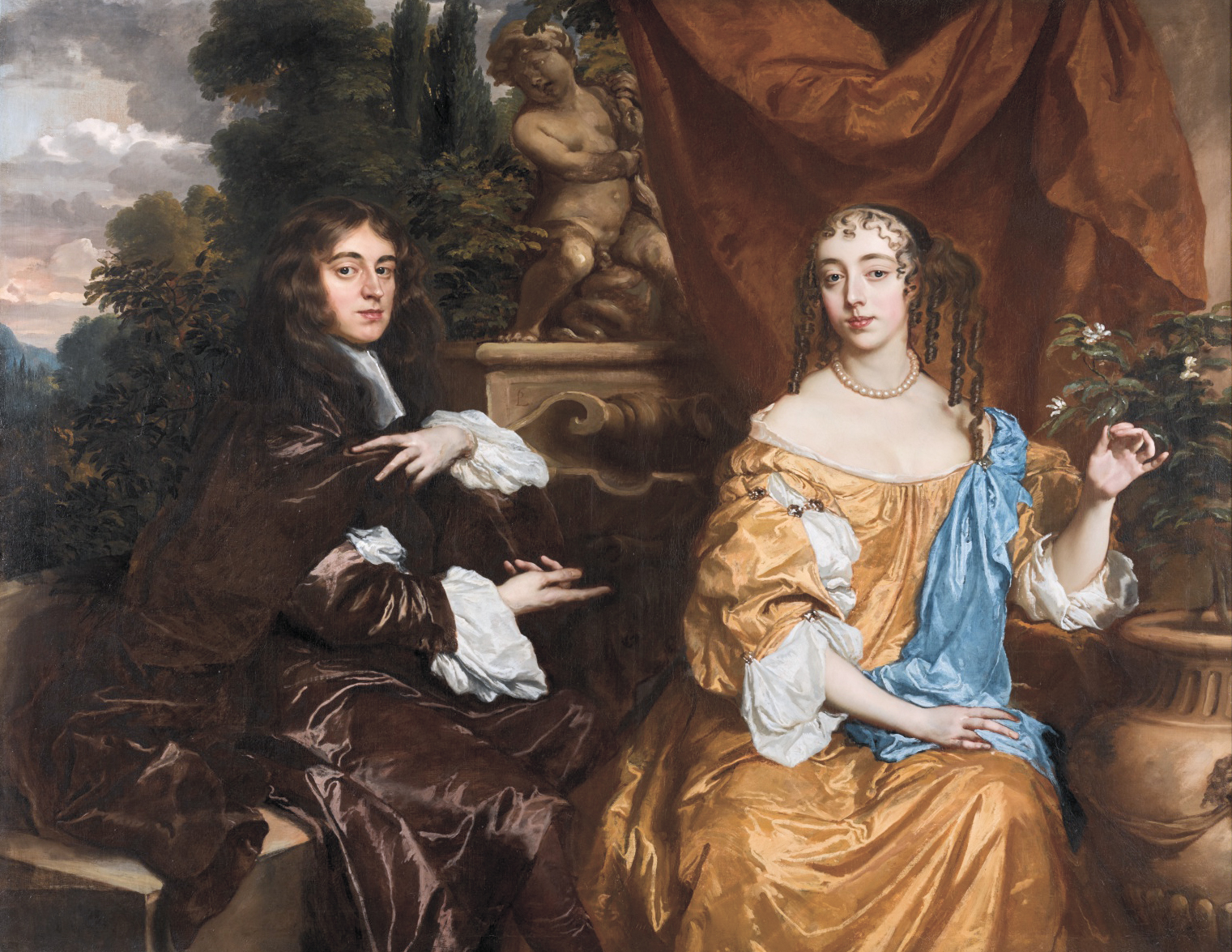
Родители Хайда: Генри Хайд, виконт Корнбери, позже 2-й граф Кларендон (1688—1709) и его жена Теодосия Капель, виконтесса Корнбери, автор Питер Лели.

Семья Хайдов имела тесные связи с монархией: его дед, которого также звали Эдвард Хайд, 1-й граф Кларендон (1609—1674). Он родился простолюдином, но стал важным советником короля Карла I и Карла II. Он был наиболее известен тем, что вел переговоры о восстановлении английской монархии в 1660 году посредством ряда положений, известных как Кодекс Кларендона. В том же году Карл II Стюарт вернул себе трон, дочь Кларендона, Анна Хайд (1637—1671), вышла замуж за его младшего брата и наследника нового короля Якова Стюарта, герцога Йоркского. Тем временем старший сын Кларендона, Генри, женился на семье Капель из Хэдэма, одной из самых богатых семей в Англии. Тётя Эдварда Анна Хайд, герцогиня Йоркская, стала матерью двух английских королев, Марии II и Анны.
В возрасте 13 лет Эдвард поступил в Крайст-Черч в Оксфорде 23 января 1675 года. Всего годом ранее он унаследовал титул виконта Корнбёри, когда его отец стал 2-м графом Кларендоном. За Оксфордом последовали три года в Академии Кальвина в Женеве.

## Военная служба
После окончания учебы лорд Корнбёри вступил в элитный Королевский драгунский полк под командованием Джона Черчилля, будущего герцога Мальборо. Он стал подполковником в 1683 году. К началу 1685 года находился в Вене, защищая город от Османской империи. Корнбёри впервые приобрел известность позже в том же году из-за борьбы за трон, начавшейся после смерти короля Карла II 6 февраля 1685 года. Яков II был законным наследником, но он был убежденным католиком. Его племянник, Джеймс Фицрой, герцог Монмут, был незаконнорожденным, но протестантом. 11 июня 1685 года герцог Монмут высадился в Англии, надеясь заручиться народной поддержкой своих претензий на трон, что спровоцировало восстание Монмута.
В ответ король Яков II назначил Джона Черчилля заместителем командующего армией роялистов, а лорд Корнбёри был назначен командующим королевскими драгунами. Восстание было быстро подавлено, при этом заметную роль сыграли Королевские драгуны. В награду за свою службу лорд Корнбёри получил место в Лояльном парламенте 1685 года . Он продолжал отличаться и был членом парламента от Уилтшира до 1695 года и от Крайстчерча с 1695 по 1701 год. В 1685 году он получил должность шталмейстера принца Георга Датского.

## Славная революция
Лорд Корнбёри сыграл решающую роль в Славной революции, став первым английским офицером, который перешёл на сторону вторгшегося в Англию голландского штатгальтера Вильгельма III Оранского. Восстание началось 18 июня 1688 года, когда видные английские дворяне («Бессмертная семерка») направили письмо Вильгельму III Оранскому с просьбой о вмешательстве в английскую политику на протестантской стороне. В ответ Уильям 5 ноября прибыл в Брикшем на юго-западе Англии с более чем 450 кораблями, 15 000-18 000 человек и 3660 кавалеристами.
Драгуны Корнбёри были первым отрядом роялистов, вступившим в контакт с силами вторжения, но без боя. 20 ноября при Шерборне произошла небольшая стычка, но вскоре после этого лорд Корнбёри перешел на сторону Вильгельма, взяв с собой многих своих драгунов. Четыре дня спустя, 24 ноября, начальник лорда Корнбёри, лорд Черчилль, также перешёл на сторону Вильгельма Оранского. Хотя относительно небольшое количество людей Корнбери дезертировало вместе с ним, их число варьируется от 27 до 100, эффект от действий Корнбёри и Черчилля был разрушительным для морального духа лоялистов, и распространились слухи, что все их полки дезертировали вместе с ним. Его отец отчаялся, узнав, что его сын мятежник, но в конечном итоге помог в переговорах между Яковом и Вильгельмом.
К концу декабря Яков распустил свою армию и бежал во Францию. После ухода Якова английский парламент обсуждал, будет ли Уильям править как самостоятельный король или как супруг королевы Марии. Лорд Корнбёри выступал за то, чтобы поставить свою кузину Анну следующей после Марии, минуя Вильгельма. В конце концов, парламент поддержал Уильяма, который считал поддержку лорда Корнбёри Анны нелояльной и нарушил свою клятву на поле боя, что он никогда не забудет службу Корнбёри. Он наказал Корнбёри, уволив его из полка 17 июля 1689 года и с церемониального поста шталмейстера в мае 1690 года.

## После революции
Теперь виконт Корнбёри оказался и его семья без дохода и с растущими долгами. Будучи дворянином, он не мог просто устроиться на работу, ему нужно было искать доход королевскими или политическими средствами. Он изо всех сил пытался выжить с 1690 по 1698 год. Однако он продолжал представлять парламент, и его политическая поддержка Вильгельма окупилась во многих отношениях. В 1698 году король Вильгельм согласился платить лорду Корнбёри 10 фунтов в неделю (что сегодня эквивалентно 1390 фунтам стерлингов), что облегчило его финансовое бремя. Весной 1701 года Вильгельм вознаградил виконта Корнбёри за постоянную поддержку и службу и назначил его губернатором колонии Нью-Йорк.
Вильгельм Оранский умер до того, как лорд Корнбёри стал губернатором, и корона досталась младшей сестре королевы Марии II, Анне. Поддержка Корнбёри ее на троне во время Славной революции в сочетании с тем, что она была ее двоюродной сестрой, хорошо послужила Корнбёри. Королева Анна продолжала поддерживать виконта Корнбёри и щедро вознаградила его по возвращении с поста губернатора.

## Губернатор Нью-Йорка и Нью-Джерси

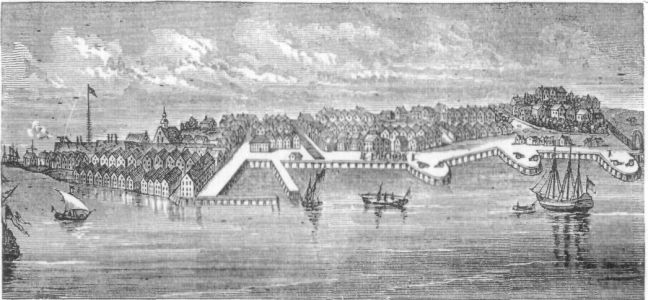
Нью-Йорк, 1700 год

Лорд Корнбёри прибыл в Нью-Йорк 3 мая 1702 года, чтобы приступить к исполнению своих обязанностей губернатора, и был любезно встречен местной аристократией. Эдвард Хайд принял на себя пост губернатора во время войны королевы Анны, которая угрожала колониям. Когда лорд Корнбери был назначен губернатором, он также был назначен «генерал-капитаном всех сил на море и на суше» для всех колоний к северу от Виргинии. По прибытии новый губернатор осмотрел кольцо оборонительных фортов колонии и обнаружил, что они находятся в полном запустении, а ключевой оборонительный форт в Олбани практически непригоден для использования. В августе 1703 года королева Анна добавила к обязанностям Корнбери вновь образованную провинцию Нью-Джерси .
Губернатор немедленно уволил полковника Вольфганга Вильяма Ремера, имперского инженера, отвечавшего за содержание фортов. Затем он взял на себя прямой контроль над обширным проектом по строительству большой крепости, окруженной каменными валами (позже названной Форт Фредерик) . В августе 1702 года губернатор Корнбери посетил это место с представителями пяти наций ирокезов.
Вторжение с моря было еще одной угрозой Нью-Йорку. Подходы к гавани Нью-Йорка были укреплены перестроенным фортом Уильям Генри на оконечности острова Манхэттен, а также линией фортов и частоколов на обоих берегах реки Гудзон вплоть до Ист-Ривер. Бруствер с пушками стоял вдоль берегов реки острова. Часть пушек была конфискована с кораблей в гавани. Опасения нападения с моря оправдались 26 июля 1706 года, когда французский 16-пушечный бриг «Королева Анна» внезапно появился у Сэнди-Хук у входа в гавань. Быстро распространились слухи, что с мысов Виргиния идут еще 10 кораблей.
Возникшая паника усугублялась тем фактом, что укрепления в узких местах Веррасано еще не были завершены . Местное население бросилось к месту происшествия и быстро вырыло оборонительные насыпи. Французский корабль отплыл, не атаковав, а приближающийся флот оказался состоять из 10 кораблей, захваченных у французов. В 1703 году Ассамблея Нью-Йорка поручила мэру Уильяму Пиртри собрать 1500 фунтов стерлингов для завершения проекта. Однако вина была быстро переложена на губернатора Корнбери с обвинениями в растрате. Это обвинение побудило Ассамблею Нью-Йорка прекратить финансирование губернатора и напрямую управлять колониальным бюджетом. На протяжении 11-летней войны не было ни одного вторжения французов или индейцев в колонию Нью-Йорк.

### Религиозные вопросы и политика
Несмотря на англиканское меньшинство, губернатор Корнбери был полон решимости сделать англиканскую церковь государственной религией в колониях. Он был шокирован, узнав, что государственные средства были использованы для строительства и содержания пресвитерианской церкви в деревне Джамейка на Лонг-Айленде. 4 июля 1704 года церковь, пасторский дом и прилегающие к нему здания были конфискованы для использования Англиканской церковью.
Самый громкий религиозный скандал лорда Корнбери связан с преподобным Фрэнсисом Макеми (1658—1708), «отцом американского пресвитерианства». В 1683—1706 годах министр основал первые пресвитерианские общины в Америке, прежде всего в Мэриленде, Виргинии и Пенсильвании. Проезжая через Нью-Йорк в январе 1707 года, преподобный Макеми провел богослужение в частном доме. Во время службы он совершил крещение младенца. При этом он нарушил несколько английских законов, запрещающих исповедовать «инакомыслящие» религии.
Это было время возросшего напряжения: Акты об унии (1706 и 1707 гг.) только что объединили Англию и Шотландию под единым правительством. Большинство шотландцев категорически не одобряли это изменение, особенно пресвитериане. Ходили слухи о группах диссидентов, готовящих подрывную деятельность, бунт или революцию. Высокие тори, такие как Корнбери, сплотились под лозунгом «Церковь в опасности» — предполагаемой угрозе, исходящей от вигов и нонконформистов. Губернатор Корнбери должным образом арестовал приехавшего священника за проповедь без лицензии. Семь недель спустя Макеми предстал перед судом Верховного суда Нью-Йорка и был оправдан. В ярости губернатор приказал министру оплатить все расходы по судебному разбирательству.
В этот период Корнбери оказался в противоречии с Льюисом Моррисом (1671—1746), тогдашним членом Совета провинции Нью-Джерси и возможным соперником Корнбери. Корнбери в ответ отстранил Морриса от должности в верхней палате в сентябре 1704 года. Моррис извинился перед губернатором и был восстановлен в должности, но в декабре 1704 года Корнбери снова отстранил его от должности.
Тем временем Англиканская церковь процветала. Церковь Троицы, первый молитвенный дом в Нью-Йорке, открылась для богослужений 3 марта 1698 года. В 1705 году губернатор Корнбери и Льюис Моррис, несмотря на враждебность между ними, договорились о добавлении 215 акров из владений Морриса, известных как Ферма Королевы, во владения Троицкой церкви. Сайт был предназначен для нового колледжа, который был наконец основан в 1754 году как Королевский колледж. 1 мая 1784 года название было изменено на Колумбийский университет. Колумбийский университет отрицает связи с бывшим губернатором:
Первая улица Нью-Йорка была вымощена, а тротуары были установлены в 1648 году Аннеке Локерманс Ван Кортланд, когда город еще был Новым Амстердамом . Это задало тон, которому должны были следовать англичане. Во второй половине срока Корнбери улицы и тротуары были вымощены булыжником (в районе Троицкой церкви), по всему городу были расставлены пожарные ведра, а также была создана молодая пожарная часть с двумя крюками и восемью лестницами.

### Конец губернаторства
Тем временем в Нью-Йорке губернатор-консерватор Корнбери стал еще одной жертвой революции вигов (он был отозван в июне 1708 года). Кабинет министров считал, что он был слишком пассивен в военном отношении. Также казалось маловероятным, что он сможет получить необходимое финансирование от спорной колониальной ассамблеи.

## После губернаторства
В декабре 1708 года шериф Нью-Йорка поместил его под домашний арест за непогашенные долги. С 1705 года Ассамблеи Нью-Йорка и Нью-Джерси отказывались выделять средства на зарплату губернатора и поддержку колониального гарнизона. Оба были вынуждены выживать за счет заемных средств, что привело к тому, что Корнбери накопил большие долги. В результате бывший губернатор все еще был в городе, чтобы приветствовать своего преемника, Джона Лавлейса, барона Херли (прибывшего 18 декабря 1708 года). К сожалению, новый губернатор умер пять месяцев спустя. Затем управление колонией перешло к Ричарду Инголдсби, который был вице-губернатором Корнбери и ярым сторонником. Таким образом, колониальная политика оставалась неизменной. Колонисты продолжали умолять Корнбери о вмешательстве в местные дела еще как минимум десять лет . После ряда исполняющих обязанности губернаторов в 1710 году прибыл генерал Роберт Хантер, чтобы навсегда занять этот пост. Он служил до 1720 года.
Судьба Корнбери изменилась вскоре после его отзыва с поста губернатора. Смерть отца возвысила его до звания пэра, а вместе с ним и парламентского иммунитета от гражданских исков, что спасло его из долговой тюрьмы (31 октября 1709 года). По возвращении в Англию королева наградила его пенсией и проживанием в Сомерсет-хаусе, одном из королевских дворцов. Он присоединился к министерству Харли в качестве первого комиссара адмиралтейства в декабре 1711 года.
Хотя Корнбери был членом кабинета Харли, он смог остаться незапятнанным серией скандалов, потрясших руководство тори в этот период: его старый наставник, герцог Мальборо, был отстранен от должности капитан-генерала (29 декабря 1711 г.); обвинен во взяточничестве и растрате. Несколько «высоких тори» были замешаны в якобитском восстании 1715 года, которое поддержало Джеймса Фрэнсиса Эдварда Стюарта как претендента на престол. Корнбери, по-видимому, не был связан с «пузырем Южных морей» Роберта Харли (1-го графа Оксфорда), который стал причиной разорения и банкротства многих аристократов и чиновников в 1720—1721 годах.

## Миссия в Ганновер и смерть
В условиях политических потрясений королева Анна послала лорда Корнбёри вместо эмиссара Харли к своему преемнику Георгу, курфюрсту Ганноверскому (1660—1727; король 1714—1727). С момента своего прибытия в августе 1714 года и до смерти королевы в ноябре Корнбери обедал и проводил вечера с королевской семьей. «Милорда Кларендона очень одобряют при дворе», — писал его секретарь Джон Гей.
Как только король Георг I вступил на британский престол после Акта о престолонаследии, его враждебность по отношению к тори стала очевидной, и лорд Корнбери потерял свое положение эмиссара. Корнбёри продолжал активно работать в Палате лордов примерно до 1720 года . Он умер 31 марта 1723 года в Челси, Лондон, его смерть не получила особого внимания. Он похоронен в часовне Генриха VII Вестминстерского аббатства, в семейном склепе Хайдов.

## Поведение в должности губернатора
Эдвард Хайд на протяжении большей части истории поддерживал скандальную репутацию: он был известен своей высокой коррумпированностью и представлял собой легкую карикатуру на ошибки и некомпетентность, которые, по мнению американских колонистов, возникли в результате пребывания под британским колониальным правлением.
Шелли Росс, писательница и журналистка, согласилась с этой точкой зрения и считала лорда Корнбери коррумпированным как с моральной, так и с правительственной точки зрения. Росс написала, что предполагаемое неправомерное поведение Корнбери помогло начать Американскую революцию и что создатели конституции имели в виду лорда Корнбери, когда писали статьи об импичменте .
Единственная современная биография, в которой основное внимание уделяется Эдварду Хайду, была написана профессором Нью-Йоркского университета Патрисией Бономи в 1998 году и представляет более детальный взгляд на лорда Корнбери.

## Предполагаемое переодевание в одежду другого пола

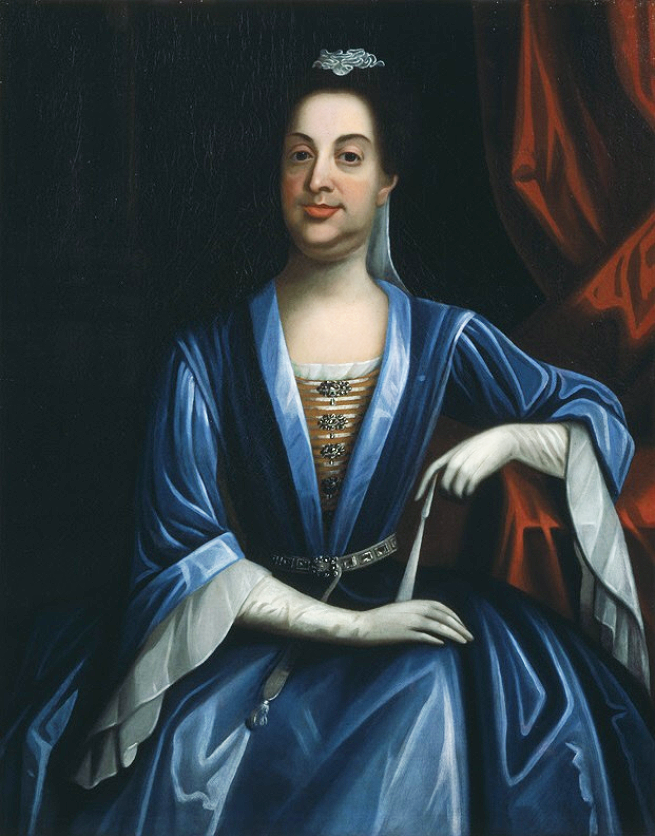
Портрет неизвестного человека, предположительно лорда Корнбери, хранящийся в Нью-Йоркском историческом обществе и отражающий обвинения Корнбери в переодевании в другую одежду.

Лорд Корнбери позорно обвинялся в том, что в 1702 году открыл Ассамблею Нью-Йорка в дресс-коде. Он был одет в «платье с обручами, изысканный головной убор и нес веер, очень в стиле модной королевы Анны» .
Росс в 1988 году назвала его трансвеститом и принял его переодевание как факт . Однако Бономи (1998) пришла к выводу, что он не был трансвеститом, поскольку королевский губернатор, вероятно, не мог публично переодеваться в одежду другого пола без серьезного порицания. Бономи далее заявляет, что современные описания Корнбери не согласуются с тем, что он был трансвеститом, гомосексуалистом или гетеросексуалом, но что спорадический характер его предполагаемого переодевания в одежду другого пола поставил бы его на более гетеросексуальный конец «широкого среднего слоя». категория трансвеститов", особенно потому, что «свидетельства о личной жизни лорда Корнбёри лишены каких-либо черт трансгендеризма или транссексуализма, которые присущи остальной части этой категории». Она пишет, что можно предположить, что его привязанность к «военной и мужской чести была способом компенсации не до конца развитой мужской идентичности». Или его трансвеститский фетиш, если он у него был, а также чувство вины и психологический стресс, который он вызвал, могли найти выход в его предполагаемой ярости. Она предполагает, что этот фетиш, возможно, усилился после смерти его жены, придавая ему смелость попытаться «выдать себя» за женщину на публике .
Бономи заключает, что переодевание лорда Корнбери было изобретено его политическими врагами, чтобы «убить» его персонажа.

## Коррупция
По словам Росса, лорд Корнбери раздал тысячи государственных акров коррумпированным образом. Наиболее веские доказательства незаконного присвоения земли лордом Корнбери появились в 1706 году, когда он предоставил участок государственной земли к югу от Олбани девяти своим друзьям, включая своего секретаря. Грант, который включал часть патента «Девяти великих партнеров», вероятно, был незаконным и был выдан Хайдом за наличные. Позже эта земля стала Гайд-парком (названным в честь лорда Корнбери), домом Франклина Д. Рузвельта.

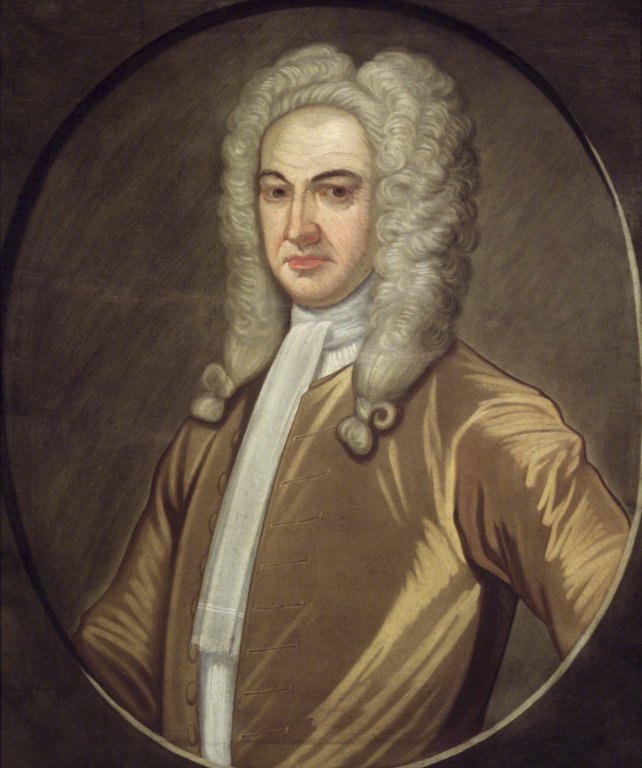
Льюис Моррис, будущий губернатор Нью-Джерси и политический соперник лорда Корнбери

Практически в каждом упоминании о лорде Корнбери он описывается в пренебрежительных выражениях. Критика может быть связана с жалобой, написанной весной 1706 года недавно назначенному министру вигов Льюисом Моррисом (1671—1746) и Сэмюэлем Дженнингсом (около 1660—1708) от имени Ассамблеи Нью-Джерси. В 1708 году Ассамблея Нью-Йорка последовала этому примеру со своим письмом. Конкретные обвинения включали:
- Утверждение королевских прерогатив над местными собраниями
- Получение взятки
- Преследование пресвитериан путем конфискации церковного имущества и заключения в тюрьму их служителей.
- Хищение средств на оборону
- Неэффективное финансовое управление, приводящее к большому объему государственного и личного долга

Тогда такие жалобы были обычным явлением. Подобные обвинения были выдвинуты в отношении королевских губернаторов, которые предшествовали и следовали за Корнбери, в Нью-Йорке, Нью-Джерси и других колониях. Уникальность губернатора Корнбери заключалась в том, что он носил женскую одежду.
Поколение спустя была рассказана история разговора о лорде Корнбери между Хорасом Уолполом (1717—1797, известным министром-вигом) и Джорджем Джеймсом Уильямсом (1719—1805, писателем). Уолпол вспоминал:

[Лорд Корнбери] был умным человеком. Его величайшее безумие заключалось в том, что он одевался как женщина. Когда губернатор был в Америке, он открывал Ассамблею в такой одежде. Когда некоторые из его окружения возразили, он ответил: «Вы очень глупы, если не видите в этом уместности. В этом месте и особенно в этом случае я представляю женщину (королеву Анну) и должен во всех отношениях представлять ее как можно точнее».
В ответ Уильямс заявил:

Мой отец вел дела с Корнбери по продаже женской одежды. Он сидел у открытого окна в такой одежде, к великому удовольствию соседей. Он всегда нанимал самых модных модисток, сапожников, мастеров по изготовлению корсетов и т. д. Я видел его фотографию у сэра Герберта Пэкингтона в Вустершире, в платье, корсете, тужурке, длинных оборках и кепке…

## Семья
10 июля 1685 года лорд Корнбёри женился на Кэтрин О’Брайен, 8-й баронессе Клифтон (29 января 1673 — 11 августа 1706). Она была дочерью Генри О’Брайена, лорда О’Брайена (? — 1678). Леди Корнбери умерла в возрасте 43 лет в Нью-Йорке 11 августа 1706 года и была похоронена в Троицкой церкви в Нью-Йорке. У супругов было четверо детей:
- Кэтрин Хайд (умерла молодой)
- Мэри Флора Хайд (умерла в 1697 г.)
- Эдвард Хайд, виконт Корнбери и 9-й барон Клифтон (1691 — февраль 1713); умер холостым в возрасте 22 лет из-за лихорадки.
- Теодосия Хайд, 10-я баронесса Клифтон (9 ноября 1695 — 30 июля 1722). Вышла замуж в августе 1713 года за Джона Блая, 1-го графа Дарнли (1687—1728). Умерла от сепсиса в 26 лет вскоре после рождения седьмого ребенка.

## Портрет
Подтвержденных современных портретов лорда Корнбёри не существует. Принято считать, что на портрете XVIII века без подписи, который висит в Нью-Йоркском историческом обществе, изображен губернатор Корнбёри в платье. Профессор Бономи предположил, что речь идет не о Корнбери. Однако другие историки искусства остались при своем мнении.

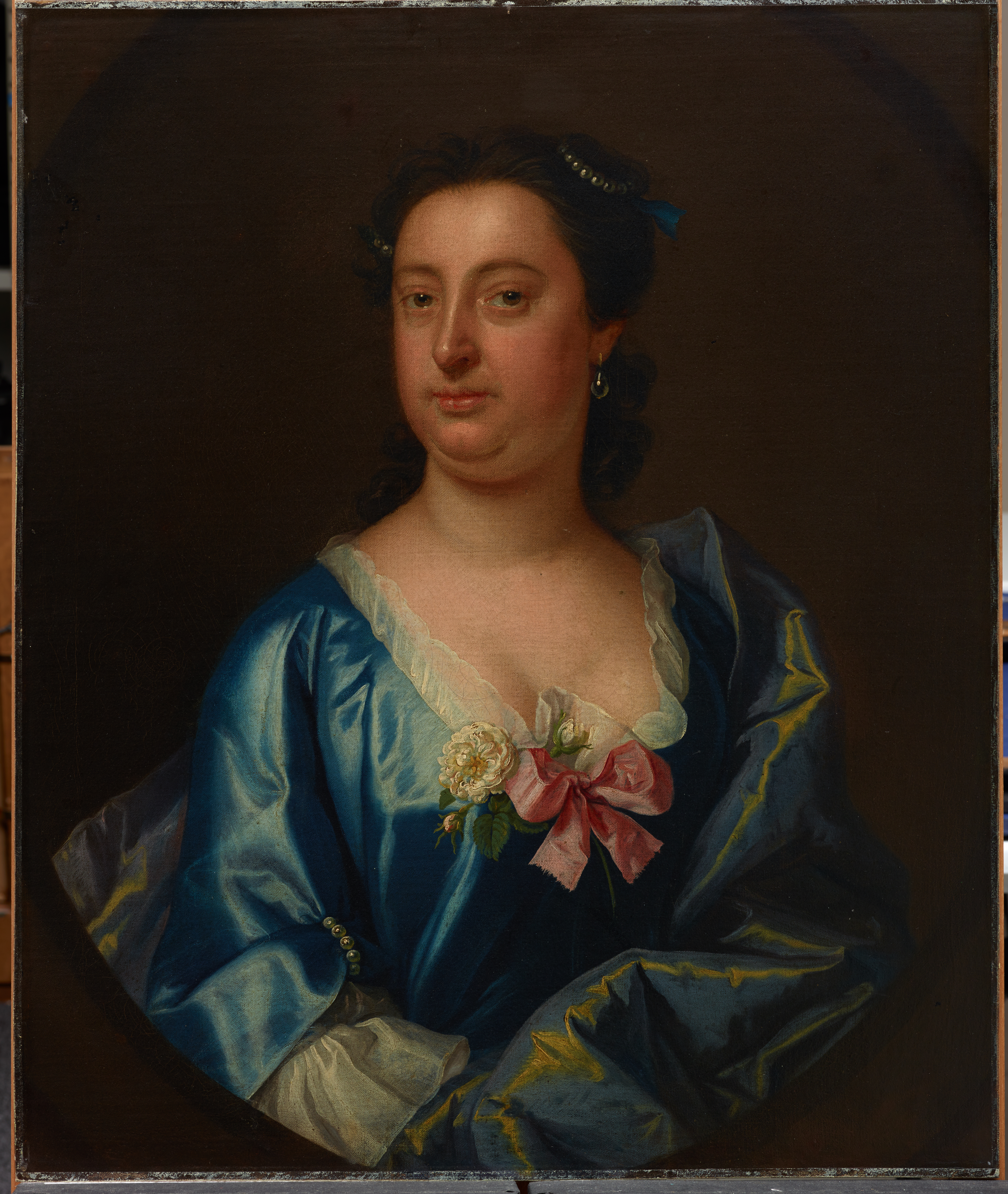
Предполагаемый портрет лорда Корнбери в платье. Художник неизвестен, написан где-то между 1705 и 1750 годами. Лорд Корнбери умер в 1720-х годах, поэтому портрет был посмертным. Он напоминает аналогичный портрет, который висит в Нью-Йоркском историческом обществе.

В Художественном музее Далласа есть другой портрет неизвестного происхождения, также приписываемый «лорду Корнбери в платье», написанный где-то между 1705 и 1750 годами.

## В популярной культуре
«Андроборос» («людоед» на искаженном греческом языке), пьеса Роберта Хантера, преемника лорда Корнбери на посту губернатора Нью-Йорка (1710—1719), представляла собой сатиру, в которой высмеивались выдающиеся граждане Нью-Йорка, в том числе лорд Корнбери (как «лорд Ойнобарос» [«тяжелый от вина»]). Переодевание было центральной темой пьесы. Это была одна из первых пьес, написанных и опубликованных в британских американских колониях. Недавно он был возрожден в рамках проекта «Особые работы» в Нью-Йорке 4-6 ноября 2016 года под руководством Ральфа Льюиса.
Корнбёри был главным героем пьесы «Корнбери: Губернатор королевы», впервые представленной в виде инсценировки в Общественном театре 12 апреля 1976 года. Пьеса была написана Уильямом М. Хоффманом и Энтони Холландом . Джозеф Папп продюсировал, а Холланд руководил, а роль Корнбери исполнил Джозеф Махер. Спектакль был возрожден в 2009 году в Театре Гильдии Гудзона под руководством Тима Кьюсака. Дэвид Гринспен сыграл Корнбери.
Он также появлялся в исторической саге Эдварда Резерферда «Нью-Йорк», в «Приключениях девушки с кошачьими усами» Дэниела Пинкуотера и в серии романов Роберта Маккаммона «Мэттью Корбетт» Спектакль был возрожден в 2009 году в Театре Гильдии Гудзона под руководством Тима Кьюсака. Дэвид Гринспен сыграл лорда Корнбёри..